# NFL 1997
Die NFL-Saison 1997 war die 78. Saison im American Football in der National Football League (NFL). Die Regular Season begann am 31. August 1997 und endete am 22. Dezember 1997.
Vor Beginn der Spielsaison zogen die Houston Oilers nach Nashville um und benannten sich Tennessee Oilers. In der Saison 1997 spielten sie im Liberty Bowl Memorial Stadium in Memphis.
Die Saison endete mit dem Pro Bowl am 1. Februar 1998 im Aloha Stadium in Honolulu, Hawaii.

## NFL Draft

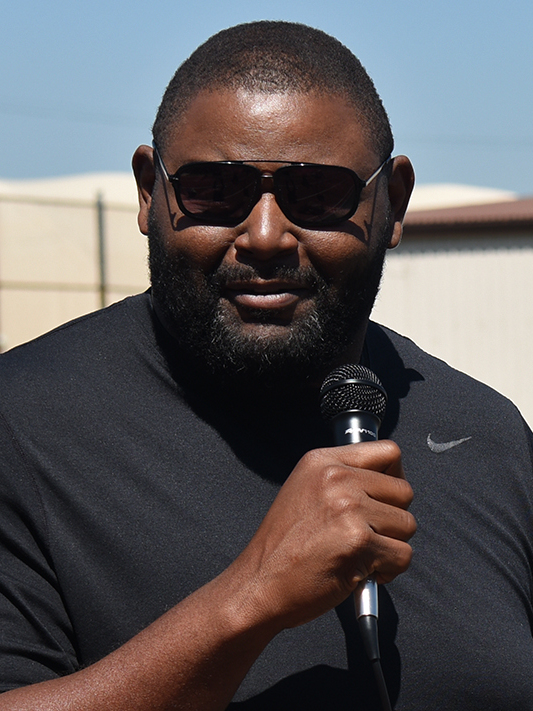
Orlando Pace wurde als erster Spieler im NFL Draft 1997 ausgewählt.

Der NFL Draft 1997 fand vom 19. bis 20. April im Madison Square Garden in New York statt. Der Draft lief über sieben Runden, in denen 240 Spieler ausgewählt wurden. Obwohl die New York Jets in der abgelaufenen Saison den schlechtesten Record aufwiesen und dadurch das Recht hatten, den ersten Spieler im Draft auszuwählen, tauschten sie den Pick gegen den Erst-, Dritt-, Viert- und Siebenrundenpick der St. Louis Rams. Mit dem Erstrunden-Pick wählten die Rams den Offensive Tackle Orlando Pace von der Ohio State University.

## Regular Season

### Divisions
| AFC East             | AFC East | AFC East | AFC East | AFC East | AFC East | AFC East | AFC East | AFC East |
| Team                 | S        | N        | U        | SQ       | P+       | P−       | DIV      | CONF     |
| -------------------- | -------- | -------- | -------- | -------- | -------- | -------- | -------- | -------- |
| New England Patriots | 10       | 6        | 0        | 0,625    | 369      | 289      | 7–1      | 9–3      |
| Miami Dolphins       | 9        | 7        | 0        | 0,563    | 339      | 327      | 4–4      | 4–4      |
| New York Jets        | 9        | 7        | 0        | 0,563    | 348      | 287      | 2–6      | 6–6      |
| Buffalo Bills        | 6        | 10       | 0        | 0,375    | 255      | 367      | 5–3      | 5–7      |
| Indianapolis Colts   | 3        | 13       | 0        | 0,188    | 313      | 401      | 2–6      | 2–10     |

| NFC East            | NFC East | NFC East | NFC East | NFC East | NFC East | NFC East | NFC East | NFC East |
| Team                | S        | N        | U        | SQ       | P+       | P−       | DIV      | CONF     |
| ------------------- | -------- | -------- | -------- | -------- | -------- | -------- | -------- | -------- |
| New York Giants     | 10       | 5        | 1        | 0,656    | 307      | 265      | 7–0–1    | 9–2–1    |
| Washington Redskins | 8        | 7        | 1        | 0,531    | 327      | 289      | 4–3–1    | 7–4–1    |
| Philadelphia Eagles | 6        | 9        | 1        | 0,406    | 317      | 372      | 3–5      | 4–8      |
| Dallas Cowboys      | 6        | 10       | 0        | 0,375    | 304      | 314      | 3–5      | 4–8      |
| Arizona Cardinals   | 4        | 12       | 0        | 0,250    | 283      | 379      | 2–6      | 3–9      |

| AFC Central          | AFC Central | AFC Central | AFC Central | AFC Central | AFC Central | AFC Central | AFC Central | AFC Central |
| Team                 | S           | N           | U           | SQ          | P+          | P−          | DIV         | CONF        |
| -------------------- | ----------- | ----------- | ----------- | ----------- | ----------- | ----------- | ----------- | ----------- |
| Pittsburgh Steelers  | 11          | 5           | 0           | 0,688       | 372         | 307         | 6–2         | 9–3         |
| Jacksonville Jaguars | 11          | 5           | 0           | 0,688       | 394         | 318         | 6–2         | 9–3         |
| Tennessee Oilers     | 8           | 8           | 0           | 0,500       | 333         | 310         | 2–6         | 4–8         |
| Cincinnati Bengals   | 7           | 9           | 0           | 0,438       | 355         | 405         | 3–5         | 5–7         |
| Baltimore Ravens     | 6           | 9           | 1           | 0,406       | 326         | 345         | 3–5         | 4–8         |

| NFC Central          | NFC Central | NFC Central | NFC Central | NFC Central | NFC Central | NFC Central | NFC Central | NFC Central |
| Team                 | S           | N           | U           | SQ          | P+          | P−          | DIV         | CONF        |
| -------------------- | ----------- | ----------- | ----------- | ----------- | ----------- | ----------- | ----------- | ----------- |
| Green Bay Packers    | 13          | 3           | 0           | 0,813       | 422         | 282         | 7–1         | 10–2        |
| Tampa Bay Buccaneers | 10          | 6           | 0           | 0,625       | 299         | 263         | 3–5         | 7–5         |
| Detroit Lions        | 9           | 7           | 0           | 0,563       | 379         | 306         | 6–2         | 7–5         |
| Minnesota Vikings    | 9           | 7           | 0           | 0,563       | 354         | 359         | 3–5         | 6–6         |
| Chicago Bears        | 4           | 12          | 0           | 0,250       | 263         | 421         | 1–7         | 2–10        |

| AFC West           | AFC West | AFC West | AFC West | AFC West | AFC West | AFC West | AFC West | AFC West |
| Team               | S        | N        | U        | SQ       | P+       | P−       | DIV      | CONF     |
| ------------------ | -------- | -------- | -------- | -------- | -------- | -------- | -------- | -------- |
| Kansas City Chiefs | 13       | 3        | 0        | 0,813    | 375      | 232      | 7–1      | 9–3      |
| Denver Broncos     | 12       | 4        | 0        | 0,750    | 472      | 287      | 6–2      | 9–3      |
| Seattle Seahawks   | 8        | 8        | 0        | 0,500    | 365      | 362      | 4–4      | 6–6      |
| Oakland Raiders    | 4        | 12       | 0        | 0,250    | 324      | 419      | 2–6      | 2–10     |
| San Diego Chargers | 4        | 12       | 0        | 0,250    | 266      | 425      | 1–7      | 3–9      |

| NFC West            | NFC West | NFC West | NFC West | NFC West | NFC West | NFC West | NFC West | NFC West |
| Team                | S        | N        | U        | SQ       | P+       | P−       | DIV      | CONF     |
| ------------------- | -------- | -------- | -------- | -------- | -------- | -------- | -------- | -------- |
| San Francisco 49ers | 13       | 3        | 0        | 0,813    | 375      | 265      | 8–0      | 11–1     |
| Carolina Panthers   | 7        | 9        | 0        | 0,438    | 265      | 314      | 4–4      | 5–7      |
| Atlanta Falcons     | 7        | 9        | 0        | 0,438    | 320      | 361      | 4–4      | 5–7      |
| New Orleans Saints  | 6        | 10       | 0        | 0,375    | 237      | 327      | 1–7      | 4–8      |
| St. Louis Rams      | 5        | 11       | 0        | 0,313    | 299      | 359      | 3–5      | 5–7      |

 Divisionssieger 0
 Playoff-Teilnehmer

Quelle: nfl.com

### Conferences
| AFC              | AFC                  | AFC              | AFC              | AFC              | AFC              | AFC              | AFC              |
| Rang             | Team                 | Division         | S                | N                | U                | SQ               | CONF             |
| Division leaders | Division leaders     | Division leaders | Division leaders | Division leaders | Division leaders | Division leaders | Division leaders |
| ---------------- | -------------------- | ---------------- | ---------------- | ---------------- | ---------------- | ---------------- | ---------------- |
| 1                | Kansas City Chiefs   | West             | 13               | 3                | 0                | 0,813            | 9–3              |
| 2                | Pittsburgh Steelers  | Central          | 11               | 5                | 0                | 0,688            | 9–3              |
| 3                | New England Patriots | East             | 10               | 6                | 0                | 0,625            | 9–3              |
| Wild Cards       |                      |                  |                  |                  |                  |                  |                  |
| 4                | Denver Broncos       | West             | 12               | 4                | 0                | 0,750            | 9–3              |
| 5                | Jacksonville Jaguars | Central          | 11               | 5                | 0                | 0,688            | 9–3              |
| 6                | Miami Dolphins       | East             | 9                | 7                | 0                | 0,563            | 8–4              |
| Ausgeschieden    |                      |                  |                  |                  |                  |                  |                  |
| 7                | New York Jets        | East             | 9                | 7                | 0                | 0,563            | 6–6              |
| 8                | Seattle Seahawks     | West             | 8                | 8                | 0                | 0,500            | 6–6              |
| 9                | Tennessee Oilers     | Central          | 8                | 8                | 0                | 0,500            | 4–8              |
| 10               | Cincinnati Bengals   | Central          | 7                | 9                | 0                | 0,438            | 5–7              |
| 11               | Baltimore Ravens     | Central          | 6                | 9                | 1                | 0,406            | 4–8              |
| 12               | Buffalo Bills        | East             | 6                | 10               | 0                | 0,375            | 5–7              |
| 13               | Oakland Raiders      | West             | 4                | 12               | 0                | 0,250            | 2–10             |
| 14               | San Diego Chargers   | West             | 4                | 12               | 0                | 0,250            | 3–9              |
| 15               | Indianapolis Colts   | East             | 3                | 13               | 0                | 0,188            | 2–10             |

| NFC              | NFC                  | NFC              | NFC              | NFC              | NFC              | NFC              | NFC              |
| Rang             | Team                 | Division         | S                | N                | U                | SQ               | CONF             |
| Division leaders | Division leaders     | Division leaders | Division leaders | Division leaders | Division leaders | Division leaders | Division leaders |
| ---------------- | -------------------- | ---------------- | ---------------- | ---------------- | ---------------- | ---------------- | ---------------- |
| 1                | San Francisco 49ers  | West             | 13               | 3                | 0                | 0,813            | 11–1             |
| 2                | Green Bay Packers    | Central          | 13               | 3                | 0                | 0,813            | 10–2             |
| 3                | New York Giants      | East             | 10               | 5                | 1                | 0,656            | 9–2–1            |
| Wild Cards       |                      |                  |                  |                  |                  |                  |                  |
| 4                | Tampa Bay Buccaneers | Central          | 10               | 6                | 0                | 0,625            | 7–5              |
| 5                | Detroit Lions        | Central          | 9                | 7                | 0                | 0,563            | 7–5              |
| 6                | Minnesota Vikings    | Central          | 9                | 7                | 0                | 0,563            | 6–6              |
| Ausgeschieden    |                      |                  |                  |                  |                  |                  |                  |
| 7                | Washington Redskins  | East             | 8                | 7                | 1                | 0,531            | 7–4–1            |
| 8                | Carolina Panthers    | West             | 7                | 9                | 0                | 0,438            | 5–7              |
| 9                | Atlanta Falcons      | West             | 7                | 9                | 0                | 0,438            | 5–7              |
| 10               | Philadelphia Eagles  | East             | 6                | 9                | 1                | 0,406            | 4–8              |
| 11               | New Orleans Saints   | West             | 6                | 10               | 0                | 0,375            | 4–8              |
| 12               | Dallas Cowboys       | East             | 6                | 10               | 0                | 0,375            | 4–8              |
| 13               | St. Louis Rams       | West             | 5                | 11               | 0                | 0,313            | 5–7              |
| 14               | Arizona Cardinals    | East             | 4                | 12               | 0                | 0,250            | 3–9              |
| 15               | Chicago Bears        | Central          | 4                | 12               | 0                | 0,250            | 2–10             |

 Für die Play-offs qualifiziert

Quelle: nfl.com
Legende:
| Siege              | Niederlagen           | Unentschieden                                    | SQ gewonnene Spiele (relativ)                       |
| P+ gemachte Punkte | P− gegnerische Punkte | DIV Gewonnene / verlorene Spiele in der Division | CONF Gewonnene / verlorene Spiele in der Conference |

Tie-Breaker 1997
- Miami beendete die Saison vor den New York Jets in der AFC East aufgrund ihrer zwei direkten Siege.
- Pittsburgh gewann die AFC Central vor Jacksonville aufgrund ihrer besseren Punkteverhältnisse in ihren Divisionspielen (78 zu +23 von Jacksonville).
- Oakland beendete die Saison vor San Diego in der AFC West aufgrund ihrer besseren Division-Bilanz (2–6 gegenüber 1–7 von San Diego).
- San Francisco sicherten sich den ersten Platz in der Play-off-Setzliste der NFC vor Green Bay aufgrund ihrer besseren Conference-Bilanz (11–1 gegenüber 10–2 von Green Bay).
- Detroit beendete die Saison vor Minnesota in der NFC Central aufgrund ihrer zwei direkten Siege.
- Carolina beendete die Saison vor Atlanta in der NFC West aufgrund ihrer zwei direkten Siege.

## Play-offs
Die Play-offs begannen am 27. Dezember 1997 und liefen bis zum 11. Januar 1998. Die Denver Broncos gewannen ihren ersten Super Bowl.
|  | Wild Card Round               | Wild Card Round            | Wild Card Round            |                               |               | Divisional Round                 | Divisional Round                  | Divisional Round                  |                                   |  | Conference Championships | Conference Championships | Conference Championships |  |  | Super Bowl | Super Bowl | Super Bowl |
|  |                               |                            |                            |                               |               |                                  |                                   |                                   |                                   |  |                          |                          |                          |  |  |            |            |            |
|  | 28. Dez. – Foxboro Stadium    | 28. Dez. – Foxboro Stadium | 28. Dez. – Foxboro Stadium |                               |               | 3. Januar – Three Rivers Stadium | 3. Januar – Three Rivers Stadium  | 3. Januar – Three Rivers Stadium  |                                   |  |                          |                          |                          |  |  |            |            |            |
|  | 28. Dez. – Foxboro Stadium    | 28. Dez. – Foxboro Stadium | 28. Dez. – Foxboro Stadium | 2                             | Pittsburgh    | 7                                |                                   |                                   |                                   |  |                          |                          |                          |  |  |            |            |            |
|  | 3                             | New England                | 17                         | 2                             | Pittsburgh    | 7                                | 11. Januar – Three Rivers Stadium | 11. Januar – Three Rivers Stadium | 11. Januar – Three Rivers Stadium |  |                          |                          |                          |  |  |            |            |            |
|  | 3                             | New England                | 17                         | 3                             | New England   | 6                                | 11. Januar – Three Rivers Stadium | 11. Januar – Three Rivers Stadium | 11. Januar – Three Rivers Stadium |  |                          |                          |                          |  |  |            |            |            |
|  | 6                             | Miami                      | 3                          | 3                             | New England   | 6                                | 11. Januar – Three Rivers Stadium | 11. Januar – Three Rivers Stadium | 11. Januar – Three Rivers Stadium |  |                          |                          |                          |  |  |            |            |            |
|  | 6                             | Miami                      | 3                          | 4. Januar – Mile High Stadium |               |                                  | 11. Januar – Three Rivers Stadium | 11. Januar – Three Rivers Stadium | 11. Januar – Three Rivers Stadium |  |                          |                          |                          |  |  |            |            |            |
|  |                               |                            |                            | 2                             | Pittsburgh    | 21                               |                                   |                                   |                                   |  |                          |                          |                          |  |  |            |            |            |
|  | AFC                           |                            |                            | 2                             | Pittsburgh    | 21                               |                                   |                                   |                                   |  |                          |                          |                          |  |  |            |            |            |
|  |                               | 4                          | Denver                     | 24                            |               |                                  |                                   |                                   |                                   |  |                          |                          |                          |  |  |            |            |            |
|  | 27. Dez. – Mile High Stadium  | 4                          | Denver                     | 24                            |               |                                  |                                   |                                   |                                   |  |                          |                          |                          |  |  |            |            |            |
|  | AFC Championship              |                            |                            |                               |               |                                  |                                   |                                   |                                   |  |                          |                          |                          |  |  |            |            |            |
|  | 1                             | Kansas City                | 10                         |                               |               |                                  |                                   |                                   |                                   |  |                          |                          |                          |  |  |            |            |            |
|  | 1                             | Kansas City                | 10                         | 4                             | Denver        | 42                               | 25. Januar – Qualcomm Stadium     | 25. Januar – Qualcomm Stadium     | 25. Januar – Qualcomm Stadium     |  |                          |                          |                          |  |  |            |            |            |
|  | 4                             | Denver                     | 14                         | 4                             | Denver        | 42                               | 25. Januar – Qualcomm Stadium     | 25. Januar – Qualcomm Stadium     | 25. Januar – Qualcomm Stadium     |  |                          |                          |                          |  |  |            |            |            |
|  | 4                             | Denver                     | 14                         | 5                             | Jacksonville  | 17                               | 25. Januar – Qualcomm Stadium     | 25. Januar – Qualcomm Stadium     | 25. Januar – Qualcomm Stadium     |  |                          |                          |                          |  |  |            |            |            |
|  | 3. Januar – Giants Stadium    |                            |                            | 5                             | Jacksonville  | 17                               | 25. Januar – Qualcomm Stadium     | 25. Januar – Qualcomm Stadium     | 25. Januar – Qualcomm Stadium     |  |                          |                          |                          |  |  |            |            |            |
|  | 27. Dez. – Giants Stadium     | 27. Dez. – Giants Stadium  | 27. Dez. – Giants Stadium  | A4                            | Denver        | 31                               |                                   |                                   |                                   |  |                          |                          |                          |  |  |            |            |            |
|  | 27. Dez. – Giants Stadium     | 27. Dez. – Giants Stadium  | 27. Dez. – Giants Stadium  | A4                            | Denver        | 31                               |                                   |                                   |                                   |  |                          |                          |                          |  |  |            |            |            |
|  | 27. Dez. – Giants Stadium     | 27. Dez. – Giants Stadium  | 27. Dez. – Giants Stadium  |                               | N2            | Green Bay                        | 24                                |                                   |                                   |  |                          |                          |                          |  |  |            |            |            |
|  | 27. Dez. – Giants Stadium     | 27. Dez. – Giants Stadium  | 27. Dez. – Giants Stadium  |                               | N2            | Green Bay                        | 24                                |                                   |                                   |  |                          |                          |                          |  |  |            |            |            |
|  | 27. Dez. – Giants Stadium     | 27. Dez. – Giants Stadium  | 27. Dez. – Giants Stadium  | Super Bowl XXXII              |               |                                  |                                   |                                   |                                   |  |                          |                          |                          |  |  |            |            |            |
|  | 27. Dez. – Giants Stadium     | 27. Dez. – Giants Stadium  | 27. Dez. – Giants Stadium  | 1                             | San Francisco | 38                               |                                   |                                   |                                   |  |                          |                          |                          |  |  |            |            |            |
|  | 3                             | N. Y. Giants               | 22                         | 1                             | San Francisco | 38                               | 11. Januar – 3Com Park            | 11. Januar – 3Com Park            | 11. Januar – 3Com Park            |  |                          |                          |                          |  |  |            |            |            |
|  | 3                             | N. Y. Giants               | 22                         | 6                             | Minnesota     | 22                               | 11. Januar – 3Com Park            | 11. Januar – 3Com Park            | 11. Januar – 3Com Park            |  |                          |                          |                          |  |  |            |            |            |
|  | 6                             | Minnesota                  | 23                         | 6                             | Minnesota     | 22                               | 11. Januar – 3Com Park            | 11. Januar – 3Com Park            | 11. Januar – 3Com Park            |  |                          |                          |                          |  |  |            |            |            |
|  | 6                             | Minnesota                  | 23                         | 4. Januar – Lambeau Field     |               |                                  | 11. Januar – 3Com Park            | 11. Januar – 3Com Park            | 11. Januar – 3Com Park            |  |                          |                          |                          |  |  |            |            |            |
|  |                               |                            |                            | 1                             | San Francisco | 10                               |                                   |                                   |                                   |  |                          |                          |                          |  |  |            |            |            |
|  | NFC                           |                            |                            | 1                             | San Francisco | 10                               |                                   |                                   |                                   |  |                          |                          |                          |  |  |            |            |            |
|  |                               | 2                          | Green Bay                  | 23                            |               |                                  |                                   |                                   |                                   |  |                          |                          |                          |  |  |            |            |            |
|  | 28. Dez. – Houlihan's Stadium | 2                          | Green Bay                  | 23                            |               |                                  |                                   |                                   |                                   |  |                          |                          |                          |  |  |            |            |            |
|  | NFC Championship              |                            |                            |                               |               |                                  |                                   |                                   |                                   |  |                          |                          |                          |  |  |            |            |            |
|  | 2                             | Green Bay                  | 21                         |                               |               |                                  |                                   |                                   |                                   |  |                          |                          |                          |  |  |            |            |            |
|  | 2                             | Green Bay                  | 21                         | 4                             | Tampa Bay     | 20                               |                                   |                                   |                                   |  |                          |                          |                          |  |  |            |            |            |
|  | 4                             | Tampa Bay                  | 7                          | 4                             | Tampa Bay     | 20                               |                                   |                                   |                                   |  |                          |                          |                          |  |  |            |            |            |
|  | 4                             | Tampa Bay                  | 7                          | 5                             | Detroit       | 10                               |                                   |                                   |                                   |  |                          |                          |                          |  |  |            |            |            |
|  |                               |                            |                            | 5                             | Detroit       | 10                               |                                   |                                   |                                   |  |                          |                          |                          |  |  |            |            |            |

- Die Mannschaft mit der niedrigeren Setznummer hat Heimrecht.

## Super Bowl XXXII
Der 32. Super Bowl fand am 25. Januar 1998 im Qualcomm Stadium in San Diego, Kalifornien statt. Im Finale trafen die Green Bay Packers auf die Denver Broncos.
|                   | 1 | 2  | 3 | 4 | Gesamt |
| ----------------- | - | -- | - | - | ------ |
| Denver Broncos    | 7 | 10 | 7 | 7 | 31     |
| Green Bay Packers | 7 | 7  | 3 | 7 | 24     |

## Auszeichnungen
| Most Valuable Player          | Brett Favre, Quarterback, Green Bay Packers Barry Sanders, Runningback, Detroit Lions |
| Coach of the Year             | Jim Fassel, New York Giants                                                           |
| Offensive Player of the Year  | Barry Sanders, Runningback, Detroit Lions                                             |
| Defensive Player of the Year  | Dana Stubblefield, Defensive Tackle, San Francisco 49ers                              |
| Offensive Rookie of the Year  | Warrick Dunn, Runningback, Tampa Bay Buccaneers                                       |
| Defensive Rookie of the Year  | Peter Boulware, Linebacker, Baltimore Ravens                                          |
| Comeback Player of the Year   | Robert Brooks, Wide Receiver, Green Bay Packers                                       |
| Walter Payton Man of the Year | Troy Aikman, Quarterback, Dallas Cowboys                                              |